# Ашуг Гусейн Сарачлы
Ашуг Гусейн Сарачлы (азерб. Aşıq Hüseyn Saraçlı), настоящее имя Гусейн Курбан оглы Гасанов — азербайджанский ашуг XX века, один из видных представителей борчалинской ашугской школы.

## Биография
Гусейн Гасанов родился в 1916 году в селе Сарачлы. С ранних лет питал любовь к ашугскому искусству, дастанам и игре на сазе. Первым учителем молодого Гусейна был Ашуг Исмаил. Позже он ходил к другому видному ашугу своего времени Гушчу Ибрагиму. Продолжал обучение у поэтов Наби и Сарван Байрама (оба из села Фахрало). Ашуг Гусейн Сарачлы играл на сазе, писал стихи и читал дастаны.
В фондах Азербайджанского и Грузинского радио и телевидения хранятся записи Гусейна Сарачлы. Они используются на занятиях на актёрском факультете Азербайджанского института искусства. На 60-летнем юбилее он был удостоен имени «Заслуженного деятеля культуры» Грузии.
Скончался Гусейн Сарачлы в 1987 году в возрасте 71 года.

## Память
В память о Гусейне Сарачлы в родном селе ашуга, перед зданием школы установлен памятник.
Первая книга стихов Гусейна Сарачлы вышла в 1992 году под названием «Стихи, сказания».
Известно около 14 учеников ашуга, среди них Ашуг Ахмед Садахлы, Нуреддин Гасымлы, Седи Улашлы, которые сегодня являются известными ашугами в Борчалы.